# Sikaiana hyalinata
Sikaiana hyalinata är en insektsart som beskrevs av William Lucas Distant 1907. Sikaiana hyalinata ingår i släktet Sikaiana och familjen Derbidae. Inga underarter finns listade i Catalogue of Life.